# Scapulaseius markwelli
Scapulaseius markwelli är en spindeldjursart som först beskrevs av Schicha 1979.  Scapulaseius markwelli ingår i släktet Scapulaseius och familjen Phytoseiidae. Inga underarter finns listade i Catalogue of Life.